# プリズム (寿美菜子の曲)
「プリズム」は、寿美菜子の楽曲。彼女の5枚目のシングルとして2013年6月19日にMusicRay'nから発売された。楽曲は鈴木静那が作詞、浅利進吾が作曲を手掛けている。

## 概要
寿のシングルとしては前作「ココロスカイ」から1年2ヶ月ぶりのリリースで、アルバムやツアーでの経験を踏まえて制作された。そのためテーマは「再出発」や「次のステージに進む」といった内容になっており、歌詞にもツアーでの想いが込められている。
寿曰く「夏らしいさわやかな感じの曲」で、ダンス感やリズム感を前面に押し出している。そのためPVでもリズムを重視した内容が反映され、起床から就寝までの一連の動作を1週間分ひたすら行う内容になっており、衣装も各シーン毎に着替えている。ちなみにこの映像では子役と猫も出演している。
シングルは初回限定盤（SMCL-297）と通常盤（SMCL-299）の2種リリースで、初回限定盤には本曲のPVを収録したDVDが同梱されている。
シングルの2曲目「Bubblicious」は、疾走感のあるパンク調の曲で、『My stride』でのパンク感を延長したような内容になっている。そのため寿自身体力を消耗したものの、楽器録りの日にバンドのメンバーが疾走感のある演奏をしていたため紛れることができたという。

## 収録曲
| #         | タイトル                    | 作詞      | 作曲      | 編曲      | 時間  |
| --------- | --------------------------- | --------- | --------- | --------- | ----- |
| 1.        | 「プリズム」                | 鈴木静那  | 浅利進吾  | h-wonder  | 4:35  |
| 2.        | 「Bubblicious」             | 森村メラ  | 中野ゆう  | 角田崇徳  | 4:23  |
| 3.        | 「プリズム (Instrumental)」 |           |           |           |       |
| 合計時間: | 合計時間:                   | 合計時間: | 合計時間: | 合計時間: | 13:34 |

| #  | タイトル                          | 作詞 | 作曲・編曲 |
| -- | --------------------------------- | ---- | ---------- |
| 1. | 「プリズム」(Music Clip)          |      |            |
| 2. | 「プリズム」(TV Spot 15sec+30sec) |      |            |